# Парк Републике Аргентине
Парк Републике Аргентине један је од паркова на Новом Београду. Налази се између северног и јужног дела Блока 62, а основан је 2009. године. Године 2017. на иницијативу Амбасаде Републике Србије у Аргентини додељен му је назив Парк Републике Аргентине.

## Опште информације
Парк је отворен 2009. године, а на иницијативу Амбасаде Републике Србије у Аргентини, додељен му је назив Парк „Република Аргентина”. Површине је око 0,9 хектара, а у њему се налазе различити садржаји за рекрацију и забаву, дечја игралишта, простори за одмор, стазе и платои са клупама, ђубријере и други мобилијар.
Оивичен је улицама Душана Вукасовића, Јапанском и Европском. Преименовању парка у Парк Републике Аргентине присуствовали су тадашњи председник Скупштине Београда Никола Никодијевић, главни градски урбаниста Милутин Фолић, директор ЈКП „Зеленило Београд” Слободан Станојевић, секретарка за културу Ивона Јевтић и секретар за послове одбране, вандредних ситуација, комуникације и координације односа са грађанима Дарко Главаш.
Парк су наком промене имена посетили и тадашњи градоначелник Београда Синиша Мали и амбасадор Аргентине у Србији Рикардо Фернандо Фернандез.